# Bataille d'Amstetten
Troisième Coalition
Batailles
Batailles navales
- Rocher du Diamant (1805)
- Cap Finisterre (1805)
- îles Chausey (1805)
- Trafalgar (1805)
- Cap Ortegal (1805)

Campagne d'Allemagne (1805) : opérations en Bavière - Autriche - Moravie
- Donauwörth
- Wertingen
- Günzburg
- Haslach-Jungingen
- Memmingen
- Elchingen
- Nerenstetten
- Neresheim
- Ulm
- Ried
- Lambach
- Bodenbichl
- Steyr
- Amstetten
- Mariazell
- Dürenstein
- Hollabrunn (Schöngrabern)
- Wischau
- Austerlitz

Campagne d'Italie (1805) : Opérations en Italie du Nord
- Vérone
- Caldiero
- Forano
- Castelfranco Veneto

Invasion de Naples (1806)
- Gaète
- Campo Tenese
- Maida
- Lauria
- Maratea
- Amantea
- Mileto

La bataille d'Amstetten est un affrontement mineur qui eut lieu le 5 novembre 1805, pendant la guerre de la Troisième Coalition, entre les armées françaises du Premier Empire et les armées alliées autrichiennes et russes, à proximité d’Amstetten. Les troupes russes étaient commandées par Pierre de Bagration. Les effectifs des armées alliées s'élevaient à 6 700 hommes.

## Campagne d’Autriche
La Grande Armée, rassemblée par Napoléon Ier pour envahir l’Angleterre, est tournée en août 1805 contre les puissances continentales. Après avoir encerclé et obtenu la reddition de Mack à Ulm, la Grande Armée entre à Vienne. La bataille d’Amstetten est une bataille de rencontre entre les Autrichiens se retirant de Vienne et l’avant-garde du maréchal Murat et une partie du corps de Jean Lannes.

## Déroulement
Avant que ne commencent les principaux affrontements, Murat mena une charge téméraire avec deux escadrons de sa cavalerie contre 3 régiments de cavalerie autrichiens. Il fut vite submergé et forcé de reculer, mais les Autrichiens qui s'étaient élancés à la poursuite des Français furent vite arrêtés par l’artillerie à cheval française tirant à mitraille. Murat attendit alors l’arrivée du reste de ses hommes menés par Lannes.
Lannes reçut l'ordre d'aller au contact des positions tenues par Bagration et d'engager le combat. Les Russes furent contraints de reculer et une nouvelle attaque sur Amstetten mit en déroute un autre bataillon.

## Bilan
Un millier de soldats autrichiens furent tués, blessés ou fait prisonniers. Trois-cents soldats russes furent tués ou blessés, et un peu moins de 700 capturés, soit près d’un tiers des effectifs engagés perdus. Cette attaque était censée retenir les armées alliées, elle fut donc un succès puisque la journée entière fut passée à faire bouger les armées alliées de leurs positions.

## Héritage
Ardant du Picq cite le combat d'Amstetten comme le seul combat connu où une ligne de bataille (russe) attendit son adversaire jusqu'au combat à la baïonnette.